# Marie Bourgeois
Mère Bourgeois redirige ici.
Pour les articles homonymes, voir Bourgeois.
Marie Bourgeois, surnommée la mère Bourgeois, née Marie Clémentine Humbert le 26 octobre 1870 à Villette-sur-Ain et morte le 2 août 1937 à Priay, est une cheffe cuisinière française,  trois étoiles au Guide Michelin, de 1933 à 1937.

## Biographie
Fille de François Mathieu Humbert, épicier, et de Fanny Carillon, son épouse, Marie Humbert naît à Villette-sur-Ain en 1870. En 1894, devenue cuisinière, elle épouse dans la même commune André Bourgeois, cocher. Ses parents tiennent alors un café à Villette.
En 1908, elle rachète avec son mari l’ancien hôtel Foray, Grande rue de la Côtière, à Priay dans l'Ain, à 60 kilomètres au nord-est de Lyon. En 1923, la mère Bourgeois est la première femme couronnée par le club des Cent. Son diplôme exposé dans sa salle de restaurant porte le numéro 1.
En 1927, elle obtient le premier prix culinaire à Paris et, six ans plus tard, en 1933, c’est la consécration avec les trois étoiles du Guide Michelin, qu’elle conserve quatre années de suite. Ses recettes les plus connues étaient le pâté chaud, les grenouilles fraîches ou l’île flottante aux pralines roses.
Après sa mort en août 1937, sa fille reprend le restaurant jusqu'en 1951.